# DDR-Oberliga 1949/50
In 1949/50 werd het eerste seizoen van de DDR-Oberliga gespeeld, de hoogste klasse van de DDR. De competitie heette in het eerste seizoen nog DS-Liga. ZSG Horch 
Zwickau werd de eerste kampioen.

## Kwalificatie
Onder leiding van de in de  Sovjet-bezettingszone opgerichte Deutscher Sportausschuss (DS) plaatsten de beste teams van het voorgaande seizoen zich voor de nieuwe DS-Liga die één kampioenschap voor heel Oost-Duitsland zou organiseren. Het was voor de eerste keer in de geschiedenis van Duitsland dat er één kampioenschap was voor het ganse land. West-Duitsland zou pas in 1963 volgen met de Bundesliga.
Gekwalificeerd voor de DS-Liga waren de deelnemers aan de Ostzonecompetitie van 1949. Het ging om de kampioenen en vicekampioenen van de vijf Oost-Duitse delen Mecklenburg, Brandenburg, Saksen-Anhalt, Saksen en Thüringen. Omdat de sterkste clubs uit Saksen kwamen kreeg deze deelstaat één startplaats meer. Om het deelnemersveld van veertien clubs te vervolledigen mochten ook de beide finalisten en de derde plaats van de eerste FDGB-Pokal deelnemen aan de competitie.
Hierma kwam de volgende samenstelling van de Oberliga:
1. SG Wismar-Süd (Kampioen Mecklenburg-Vorpommern)
2. SG Schwerin (Vicekampioen Mecklenburg-Vorpommern)
3. SG Babelsberg (Kampioen Brandenburg)
4. BSG Franz Mehring Marga (Vicekampioen Brandenburg)
5. ZSG Union Halle (Kampioen Saksen-Anhalts)
6. SG Eintracht Stendal (Vicekampioen Saksen-Anhalt)
7. SG Fortuna Erfurt (Kampioen Thüringen)
8. SG Altenburg-Nord (Vicekampioen Thüringen)
9. SG Dresden-Friedrichstadt (Kampioen Saksens)
10. SG Einheit Meerane (Vicekampioen Saksens)
11. ZSG Industrie Leipzig (Derde plaats Saksen)
12. BSG Waggonfabrik Dessau (Bekerwinnaar)
13. BSG Gera-Süd (Vicebekerwinnaar)
14. SG Planitz (Derde in de beker)

De clubs uit Oost-Berlijn mochten nog niet aan de competitie deelnemen vanwege de speciale status van de stad. Zij speelden in de  Berliner Stadtliga samen met de clubs van West-Berlijn.

## Naamswijzigingen
| Naam in seizoen 1948/1949 | Wijziging naar                       | Wijziging naar      | Wijziging naar           |
| Naam in seizoen 1948/1949 | Voor het seizoen                     | Tijdens het seizoen | Na het seizoen           |
| ------------------------- | ------------------------------------ | ------------------- | ------------------------ |
| SG Planitz                | ZSG Horch Zwickau*                   |                     | BSG Motor Zwickau        |
| BSG Waggonbau Dessau      | BSG Waggonfabrik Dessau              | BSG Motor Dessau    |                          |
| SG Fortuna Erfurt         | BSG KWU Erfurt                       |                     |                          |
| ZSG Union Halle           |                                      |                     | BSG Turbine Halle        |
| BSG Franz Mehring Marga   |                                      |                     | BSG Aktivist Brieske-Ost |
| SG Babelsberg             | BSG Märkische Volksstimme Babelsberg |                     | BSG Rotation Babelsberg  |
| ZSG Industrie Leipzig     |                                      |                     | BSG Chemie Leipzig       |
| SG Einheit Meerane        |                                      |                     | BSG Fortschritt Meerane  |
| SG Eintracht Stendal      | BSG Eintracht Hans Wendler Stendal   |                     | BSG Lokomotive Stendal   |
| BSG Gera-Süd              |                                      |                     | BSG Mechanik Gera        |
| SG Altenburg              | ZSG Altenburg                        |                     |                          |
| SG Wismar Süd             | ZSG Anker Wismar                     |                     | BSG Anker Wismar         |
| SG Schwerin               | BSG Vorwärts Schwerin                |                     |                          |

* SG Planitz werd voor de start van het seizoen ontbonden en verdeeld onder BSG Aktivist Steinkohle Zwickau en ZSG Horch Zwickau. Horch Zwickau nam de plaats in de Oberliga in terwijl het tweede elftal van de club nog onder de naam SG Planitz in de Landesklasse Saksen speelde.

## Eindstand
De titelstrijd verliep tussen Horch Zwickau en SG Dresden-Friedrichstadt. De strijd werd op de laatste speeldag tussen beide clubs beslecht. Dresden stond aan de leiding maar verloor de titel door een 1:5 thuisnederlaag. Na de wedstrijd bestormden de fans het veld. Ze vonden dat de wedstrijd gemanipuleerd werd omdat SG Dresden-Friedrichstadt een burgerlijke club was. De wedstrijd verliep ook helemaal in het voordeel van Zwickau nadat drie spelers van Dresden werden uitgesloten. Een van de gevolgen was dat de club opgeheven werd en de vrijgekomen plaats in de Oberliga naar BSG VVB Tabak Dresden ging. De spelers verhuisden na enkele wedstrijden echter naar West-Berlijn om daar bij Hertha BSC te spelen, waardoor Tabak Dresden niet naar de Oberliga mocht. Beide clubs die degradeerden kwamen uit Mecklenburg-Voor-Pommeren.
Er kwamen 1.837.500 toeschouwers kijken naar de 182 Oberligawedstrijden, wat op 10.096 per wedstrijd neerkomt. Er vielen 668 goals wat neerkomt op 3,67 per wedstrijd. Dit was het tweede beste gemiddelde aller tijden van de Oberliga, enkel het volgende seizoen werd er nog meer gescoord. Er vielen nog meer records in het aanvangsseizoen door SG Dresden-Friedrichstadt. De club won op de eerste speelde met 2:12 tegen Babelsberg, wat de doelpuntenrijkste wedstrijd in de geschiedenis van de Oberliga zou worden. Op de vijfde speeldag won de club ook met 11-0 van Anker Wismar, de grootste zege in de geschiedenis. Op de 18de won Dessau met 10-0 van Schwerin en daarmee komen drie van de vijf grootste zeges van de Oberliga uit het eerste seizoen. De FDGB-Pokal werd niet door een van de clubs uit de Oberliga gewonnen maar door tweedeklasser SG Eisenhüttenwerk Thale.
|     | Club                                 | Wed | W  | G | V  | Saldo | Ptn |
| --- | ------------------------------------ | --- | -- | - | -- | ----- | --- |
| 1.  | ZSG Horch Zwickau                    | 26  | 20 | 1 | 5  | 69:27 | 41  |
| 2.  | SG Dresden-Friedrichstadt            | 26  | 18 | 3 | 5  | 87:29 | 39  |
| 3.  | BSG Motor Dessau (B)                 | 26  | 17 | 3 | 6  | 67:36 | 37  |
| 4.  | BSG KWU Erfurt                       | 26  | 15 | 5 | 6  | 58:30 | 35  |
| 5.  | ZSG Union Halle (K)                  | 26  | 13 | 5 | 8  | 56:38 | 31  |
| 6.  | BSG Franz Mehring Marga              | 26  | 13 | 5 | 8  | 49:48 | 31  |
| 7.  | BSG Märkische Volksstimme Babelsberg | 26  | 10 | 4 | 12 | 42:66 | 24  |
| 8.  | ZSG Industrie Leipzig                | 26  | 8  | 6 | 12 | 38:45 | 22  |
| 9.  | SG Einheit Meerane                   | 26  | 9  | 3 | 14 | 38:56 | 21  |
| 10. | BSG Eintracht Hans Wendler Stendal*  | 26  | 7  | 5 | 14 | 31:45 | 19  |
| 11. | BSG Gera Süd                         | 26  | 6  | 7 | 13 | 34:54 | 19  |
| 12. | ZSG Altenburg                        | 26  | 6  | 5 | 15 | 34:50 | 17  |
| 13. | ZSG Anker Wismar                     | 26  | 6  | 5 | 15 | 35:60 | 17  |
| 14. | BSG Vorwärts Schwerin                | 26  | 4  | 3 | 19 | 30:84 | 11  |

| (K) | Titelverdediger                                           |
| (B) | Bekerwinnaar vorig seizoen                                |
| *   | Stendal kreeg aan het einde van het seizoen een strafpunt |

### Wedstrijd om het behoud
| Team 1        | Uitslag | Team 2           |
| ------------- | ------- | ---------------- |
| ZSG Altenburg | 3:2     | ZSG Anker Wismar |

## Topschutters
|    | Speler          | Club                                 | Goals |
| -- | --------------- | ------------------------------------ | ----- |
| 1. | Heinz Satrapa   | ZSG Horch Zwickau                    | 23    |
| 2. | Walter Werner   | SG Dresden-Friedrichstadt            | 21    |
| 3. | Kurt Lehmann    | SG Dresden-Friedrichstadt            | 17    |
| 4. | Franz Kusmierek | BSG Motor Dessau                     | 15    |
| 5. | Werner Gießler  | BSG Märkische Volksstimme Babelsberg | 14    |

## Promotie-eindronde
De DDR-Liga als tweede klasse ging pas vanaf het volgende seizoen van start. Nu werden er in de vijf deelstaten kampioenschappen gespeeld, waarvan de winnaars elkaar bekampten in een eindronde, waarvan de top drie promoveerde. 
|    | Club                      | Wed | W | G | V | Pnt   | Saldo |
| -- | ------------------------- | --- | - | - | - | ----- | ----- |
| 1. | BSG Sachsenverlag Dresden | 8   | 4 | 3 | 1 | 21:13 | 11    |
| 2. | BSG KWU Weimar            | 8   | 4 | 2 | 2 | 20:18 | 10    |
| 3. | SG Eisenhüttenwerk Thale  | 8   | 4 | 1 | 3 | 23:14 | 09    |
| 4. | ZSG Großräschen           | 8   | 3 | 1 | 4 | 16:15 | 07    |
| 5. | SG Vorwärts Wismar        | 8   | 1 | 1 | 6 | 08:28 | 03    |

1948 · 
1949 · 
1949/50 · 
1950/51 · 
1951/52 · 
1952/53 · 
1953/54 · 
1954/55 · 
1955 · 
1956 · 
1957 · 
1958 · 
1959 · 
1960 · 
1961/62 · 
1962/63 · 
1963/64 · 
1964/65 · 
1965/66 · 
1966/67 · 
1967/68 · 
1968/69 · 
1969/70 · 
1970/71 · 
1971/72 · 
1972/73 · 
1973/74 · 
1974/75 · 
1975/76 · 
1976/77 · 
1977/78 · 
1978/79 · 
1979/80 · 
1980/81 · 
1981/82 · 
1982/83 · 
1983/84 · 
1984/85 · 
1985/86 · 
1986/87 · 
1987/88 · 
1988/89 · 
1989/90 · 
1990/91